# Hendrika Mastenbroek
Hendrika ("Rie") Wilhelmina Mastenbroek (Rotterdam, 26. veljače 1919. – Rotterdam, 6. studenog 2003.), nizozemska plivačica.
Trostruka je olimpijska pobjednica u plivanju, a 1968. godine primljena je u Kuću slavnih vodenih sportova.